# Vaunage

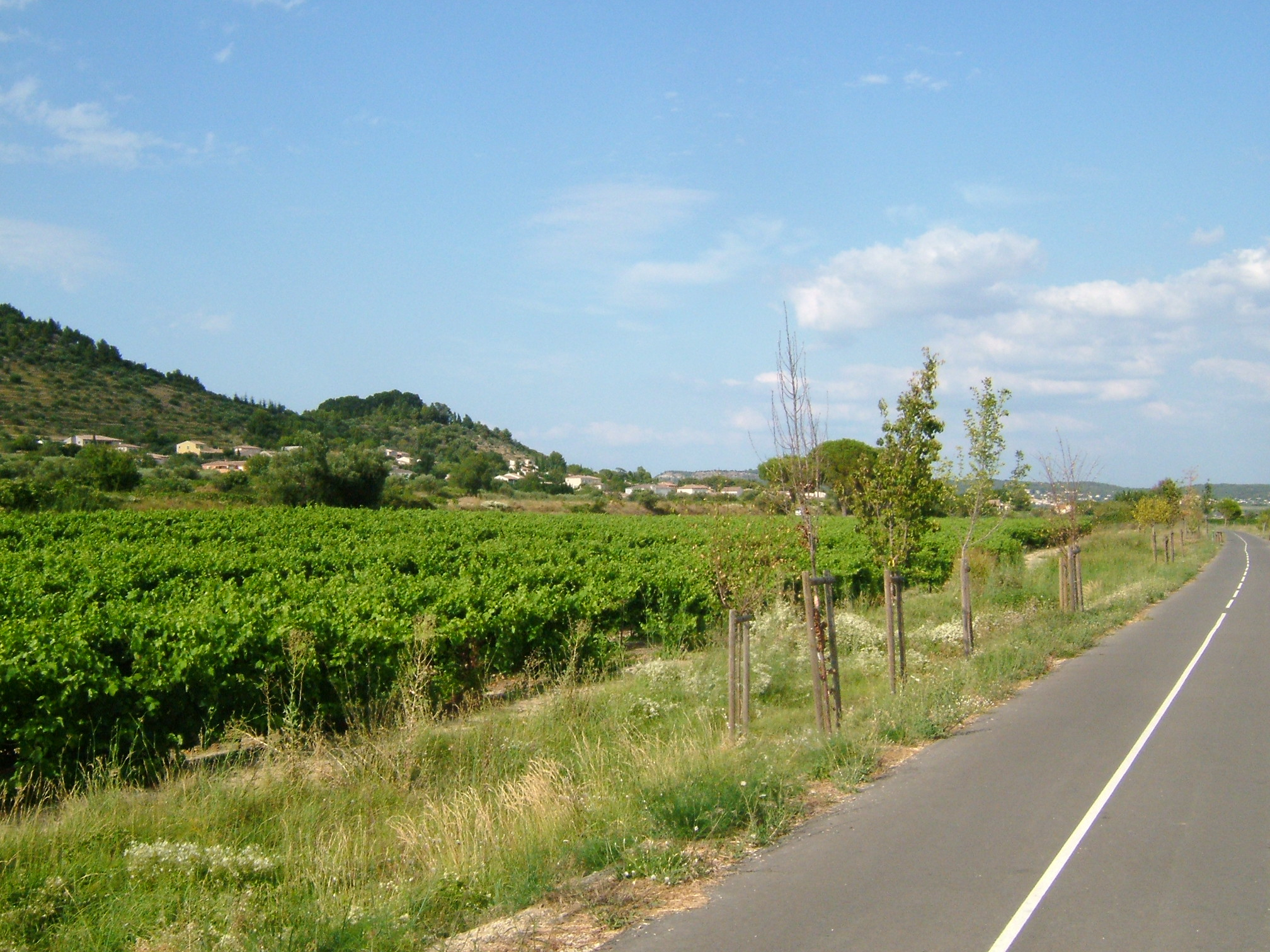
Landschaftsbild in der Vaunage

Die Vaunage ist eine Landschaft im südfranzösischen Département Gard. Sie liegt zwischen Nîmes und Sommières und umfasst eine Fläche von etwa 100 Quadratkilometern.
Zur Vaunage zählen die neun Gemeinden Boissières, Calvisson, Caveirac, Clarensac, Congénies, Langlade, Nages-et-Solorgues, Saint-Côme-et-Maruéjols und Saint-Dionisy, die gemeinsam 15250 Einwohner haben (Stand 1999). Gelegentlich werden auch die Orte Aigues-Vives, Aubais, Aujargues, Junas, Uchaud, Vergèze und Villevieille dazugerechnet. Der Name leitet sich aus dem Begriff Vallée de Nages (Tal von Nages) ab und geht auf den Ort Nages zurück.
Geologisch bildet die Vaunage ein Tal innerhalb der umliegenden Hügellandschaft Garrigues, die die Südausläufer der Cevennen darstellt. Das Tal wird fast vollständig von bis zu 200 Meter hohen Hügeln umgeben und besitzt lediglich im Osten Richtung Nîmes und im Süden Richtung Vergèze natürliche Zugänge. 
Die Landschaft verfügt über eine große Zahl an Ausgrabungsstätten und historischen Fundorten, worunter das Oppidum von Nages der bekannteste ist. Es stammt aus dem ersten Jahrtausend vor Christus, das ungefähr den Beginn der dauerhaften Besiedlung der Region markierte. Eine kulturelle Besonderheit bildet die recht starke Verbreitung des Protestantismus, der in den meisten Teilen Frankreichs eine sehr geringe Rolle spielt. Daneben ist die Tradition des unblutigen Stierkampfs in den Orten der Vaunage weit verbreitet. Einen wichtigen Wirtschaftszweig stellt der Weinbau dar, für den das Tal bereits im 15. Jahrhundert bekannt war. Dazu hat sich insbesondere im 20. Jahrhundert ein starker Einfluss der nahegelegenen Großstadt Nîmes ausgebreitet.